# I död mans spår
I död mans spår är en svensk film från 1975 i regi av Mats Helge Olsson. Filmen, som spelades in i området kring nöjesparken High Chaparral i Småland, handlar om den försupne Ben Walker (Carl-Gustaf Lindstedt) som får besök av en gammal kamrats dotter.
Filmen är en så kallad lingonwestern, svensk motsvarighet till spaghettivästern.

## Rollista (i urval)
- Carl-Gustaf Lindstedt - Ben Walker
- Solveig Andersson - Kate
- Isabella Kaliff - Isabella
- Tor Isedal - Tom
- Sune Mangs - bartender
- Carl-Axel Elfving - servitör
- Sten Ardenstam - Zeke
- Urban Sahlin - Dick Logan
- Lars Lundgren - indian